# Блэнд, Бобби
Бобби «Блю» Блэнд (англ. Bobby Blue Bland; настоящее имя Robert Calvin Brooks (Роберт Кельвин Брукс); 27 января 1930 — 23 июня 2013) — американский певец в жанре блюз и соул, изначальный член группы The Beale Streeters. Иногда ему приписывают прозвища «Лев Блюза» и «Синатра в блюзе». Наравне с такими музыкантами, как Сэм Кук, Рэй Чарльз и Джуниор Паркер, Блэнд развивал направление музыки, сочетающее в себе госпел, блюз и ритм-н-блюз.
Бобби Блэнд включён в Зал славы Блюза в 1981, в Зал славы рок-н-ролла в 1992, и удостоен премии Грэмми за жизненные достижения в 1997.

## Биография
Бобби Блэнд родился в маленьком городе под названием Розмарк, штат Теннесси, США. Позднее вместе с матерью переехал в Мемфис, где впервые стал петь с местными группами, исполняющими госпел. Стремительно расширяя горизонт своих интересов, он начал все чаще появляться на знаменитой улице Мемфиса «Бил Стрит» (Beale Street). Там он знакомится с узким кругом увлеченных музыкантов, оправданно называющих себя Beale Streeters.
Ранние записи 50-х годов Бобби Блэнда показывают его стремление к индивидуальности, однако стремительному прогрессу помешала служба в Армии США. По возвращении певца в 1954 в Мемфис он обнаруживает, что некоторые из старых товарищей, такие как Джонни Эйс, добились значительных успехов, в то время, как лейбл Duke, на котором записывался Блэнд, был продан. В 1956 Блэнд начал гастролировать с Литл Джуниор Паркером, исполняя, по некоторым источникам, помимо всего прочего обязанности помощника и шофера для Би Би Кинга и Роско Гордона.
В это время стал устанавливаться собственный стиль вокала Блэнда. Мелодичные биг-бендовые блюзовые синглы, такие как «Farther Up The Road» (1957) и «Little Boy Blue» (1958), достигали первой десятки в чартах ритм-н-блюза в США. Однако большую славу ему принесли хиты начала 60-х годов, такие как «Cry Cry Cry», «I Pity The Fool» и «Turn On Your Love Light». Многие известные работы Блэнда были написаны Джо Скоттом, бэнд-лидером и аранжировщиком его группы.
Блэнд продолжал регулярно появляться в ритм-н-блюзовых чартах на протяжении 60-х, но его записи затмевались творчеством молодого поколения исполнителей. Высшим достижением Бобби Блэнда в популярной музыке стала песня «Ain’t Nothing You Can Do», занявшая лишь 20 место в чарте, когда в то же время первые пять мест удерживала группа Битлз. Финансовая напряженность заставила музыканта урезать гастрольные туры группы, и в 1968 группа распалась. Любые отношения со Скоттом (умер в 1979) были невосстановимо разорваны.
В этот тяжелый период в жизни Блэнда преобладали депрессивные настроения, он излишне употреблял алкоголь. Он бросил пить в 1971; его звукозаписывающая компания Duke была продана своим владельцем Доном Роби более крупной ABC Records. В результате вышло несколько шумно встреченых критиками успешных альбомов, включая His California Album и Dreamer, аранжированых Майклом О’Мартианом и спродюсированных штатным работником компании Стивом Барри. Последующие альбомы, включая альбом 1977 года Reflections in Blue, были записаны в Лос Анджелесе при участии большого количества лучших сессионных музыкантов.
Сингл This Time I’m Gone For Good, предшествовавший альбому California, вернул Блэнда в топ 50 популярной музыки, впервые с 1964 года, и в топ 10 ритм-н-блюза. Открывающий трек с альбома Dreamer — «Ain’t No Love In the Heart of the City» — не стал шумным хитом, но стал самой узнаваемой песней Бобби Блэнда благодаря исполнившей его хард-рок группе Whitesnake, а позднее в 2001 году — рэпером Jay-Z. Затем песня I Wouldn’t Treat A Dog на несколько лет стала крупнейшим ритм-н-блюзовым хитом, поднявшись на третье место в 1974, но не добившись таких успехов в поп-чарте (88 место). Последовали попытки продвижения певца на рынке диско, но они не увенчались успехом. В 1980 году последовало возвращение певца к истокам своего творчества вместе с альбомом, посвященным Джо Скотту, которого Блэнд считал своим наставником.
Альбом Sweet Vibrations был спродюсирован такими ветеранами, как Монк Хиггинс и Эл Белл, но несмотря на это провалился.
В 1985 Блэнд подписал контракт с Malaco Records, специализирующимися на традиционной музыке южного «черного» населения. Компания обеспечила артисту подходящую аудиторию слушателей. В результате в последующие годы у Бобби Блэнда вышел ряд качественно записанных альбомов. Он продолжал гастролировать и иногда появлялся на концертах со своим коллегой и приятелем Би Би Кингом. Ещё на протяжении 70-х они совместно выпустили два альбома.
Ирландский исполнитель Ван Моррисон часто приглашал Блэнда в качестве гостевого участника своих концертов. Их совместно исполненная песня Tupelo Honey вошла на сборник The Best of Van Morrison Volume 3.
Без сомнения, Бобби Блэнд являлся одним из лучших послевоенных блюзовых исполнителей, хотя он и не достиг всеобщего признания и популярности.
Бобби Блэнд умер 23 июня 2013 года в Мемфисе, (Теннесси) на 83 году жизни, от продолжительной болезни.

## Дискография

### Альбомы
- Blues Consolidated — 1958 (Duke Records)
- Like Er Red Hot — 1960 (Duke Records)
- Two Steps from the Blues (Duke 1961/MCA 2002)
- Here’s the Man! — 1962 (Duke Records)
- Call On Me — 1963 (Duke Records)
- Ain’t Nothing You Can Do — 1964 (Duke Records)
- The Soul of the Man" — 1966 (Duke Records)
- Touch of the Blues — 1967 (Duke Records)
- The Best Of — 1967 (Duke Records)
- The Best of Volume 2 — 1968 (Duke Records)
- Spotlighting the Man — 1969 (Duke Records)
- His California Album — 1973 (Dunhill Records)
- Dreamer — 1974 (Dunhill Records)
- Get On Down — 1975 (ABC Records)
- Together for the First Time(Совместно с Би Би Кингом) — 1976 (ABC)
- Bobby Bland and B. B. King Together Again…Live — 1976 (ABC)
- Reflections in Blue — 1977 (ABC Records)
- Come Fly with Me — 1978 (MCA Records)
- I Feel Good — 1979 (MCA Records)
- Sweet Vibrations — 1980 (MCA 27076) Посвящение Джо Скотту
- Members Only — 1985 (Malaco Records)
- After All — 1986 (Malaco Records)
- Blues You Can Use — 1987 (Malaco Records)
- Midnight Run — 1989 (Malaco Records)
- Portrait of the Blues — 1991 (Malaco Records)
- Sad Street — 1992 (Malaco Records)
- Years of Tears — 1993 (Malaco Records)
- Live on Beale Street — 1995 (Malaco Records)
- Memphis Monday Morning — 1998 (Malaco Records)

### Синглы
- «Booted» / «I Love You Til the Day I Die» — 1951
- «Crying All Night Long» / «Dry Up Baby» — 1952 (Chess Records)
- «Good Lovin'» / «Drifting from Town to Town» — 1952 (Chess Records)
- «Crying» / «A Letter from a Trench in Korea» — 1952 (Chess Records)
- «Lovin' Blues» / «I.O.U. Blues» — 1952 Duke Records
- «Army Blues» / «No Blow, No Show» — 1953 (Duke Records)
- «Time Out» / «It’s My Life Baby» — 1955 (Duke Records)
- «You or None» / «Woke Up Screaming» — 1955 (Duke Records)
- «I Can’t Put You Down» / «You’ve Got Bad Intentions» — 1956 (Duke Records)
- «I Learned My Lesson» / «Lead Us On» — 1956 (Duke Records)
- «I Learned My Lesson» / «I Don’t Believe» — 1956 (Duke Records)
- «Don’t Want No Woman» / «I Smell Trouble» — 1957 (Duke Records)
- «Farther Up the Road» / «Sometime Tomorrow» — 1957 (Duke Records)
- «Teach Me» (How To Love You) / «Bobby’s Blues» — 1957 (Duke Records)
- «You Got Me Where You Want Me» / «Loan a Helping Hand» — 1958 (Duke Records)
- «Little Boy Blue» / «Last Night» — 1958 (Duke Records)
- «You Did Me Wrong» / «I Lost Sight of the World» — 1959 (Duke Records)
- «Wishing Well» / «I’m Not Ashamed» — 1959 (Duke Records)
- «Is It Real» / «Someday» — 1959 (Duke Records)
- «I’ll Take Care of You» / «That’s Why» — 1959 (Duke Records)
- «Lead Me On» / «Hold Me Tenderly» (Duke Records)
- «Cry, Cry, Cry» / «I’ve Been Wrong So Long» — 1960 (Duke Records)
- «I Pity the Fool» / «Close to You» — 1961 (Duke Records)
- «Don’t Cry No More» / «How Does a Cheating Woman Feel» — 1961 (Duke Records)
- «Ain’t That Loving You» / «Jelly, Jelly, Jelly» — 1961 (Duke Records)
- «Don’t Cry No More» / «Saint James Infirmary» — 1961 (Duke Records)
- «Turn On Your Love Light» / «You’re the One» (That I Need) — 1961 (Duke Records)
- «Who Will the Next Fool Be» / «Blue Moon» — 1962 (Duke Records)
- «Love You Baby» / «Drifting» — 1962 (Kent)
- «Yield Not to Temptation» / «How Does a Cheating Woman Feel» — 1962 (Duke Records)
- «Stormy Monday Blues» / «Your Friends» — 1962 (Duke Records)
- «That’s the Way Love Is» / «Call on Me» — 1962 (Duke Records)
- «Sometimes You Gotta Cry a Little» / «You’re Worth It All» — 1963 (Duke Records)
- «Shoes» / «A Touch of the Blues» — 1967 (Duke Records)
- «Ain’t No Love in the Heart of the City» / «Twenty-Four Hour Blues» — 1974 (ABC Dunhill Records)